# Staversvattnet (Bodums socken, Ångermanland)
Staversvattnet är en sjö i Strömsunds kommun i Ångermanland och ingår i Ångermanälvens huvudavrinningsområde. Sjön har en area på 1,31 kvadratkilometer och ligger 323 meter över havet. Sjön avvattnas av vattendraget Staversån.

## Delavrinningsområde
Staversvattnet ingår i det delavrinningsområde (711291-153189) som SMHI kallar för Utloppet av Staversvattnet. Medelhöjden är 345 meter över havet och ytan är 11,99 kvadratkilometer. Räknas de 3 avrinningsområdena uppströms in blir den ackumulerade arean 30,16 kvadratkilometer. Staversån som avvattnar avrinningsområdet har biflödesordning 4, vilket innebär att vattnet flödar genom totalt 4 vattendrag innan det når havet efter 192 kilometer. Avrinningsområdet består mestadels av skog (68 procent) och sankmarker (16 procent). Avrinningsområdet har 1,36 kvadratkilometer vattenytor vilket ger det en sjöprocent på 11,3 procent.